# Alti Shahr
Alti Shahr o Alta Shahr (Sis viles) és el nom del Turquestan xinès (Xinjiang) format per les ciutats Kudjha, Aksu (Ak Su), Uç Turfan (Ush Turfan), Kaixgar (Kashghar), Yarkand i Khotan. El nom fou utilitzat per primer cop al segle xviii.
Alguns erudits hi afegeixen Yangi Hisar (entre Kaixgar i Yarkand) i suprimeixen o Kudja o Ush Turfan, encara que també apareix com a Djiti Shehr o Yiti Shehr (Set viles).